# Blizzard Volleyball 2018
Questa voce raccoglie le informazioni riguardanti il Blizzard Volleyball nelle competizioni ufficiali della stagione 2018.

## Organigramma societario
Area direttiva
- Presidente: ?

Area tecnica
- Allenatore: Jon Xie

## Rosa
| N° | Nome                | Ruolo | Data di nascita  | Nazionalità sportiva |
| -- | ------------------- | ----- | ---------------- | -------------------- |
| 1  | Cole Fiers          | P     | 2 febbraio 1995  | Stati Uniti          |
| 1  | David Grandy        | P     | -                | Stati Uniti          |
| 2  | Chris van Vuuren    | S     | 29 dicembre 1991 | Stati Uniti          |
| 4  | Luis Palos          | S     | -                | Stati Uniti          |
| 5  | Steven Irvin        | S     | 11 agosto 1991   | Stati Uniti          |
| 6  | John La Rusch       | O     | 11 marzo 1993    | Stati Uniti          |
| 6  | Ryan Anae-Redira    | L     | 29 gennaio 1990  | Stati Uniti          |
| 7  | David Lee           | C     | 8 marzo 1982     | Stati Uniti          |
| 8  | Ryan Meehan         | C     | 24 giugno 1989   | Stati Uniti          |
| 8  | Hong Zhou           | P     | 1º ottobre 1986  | Cina                 |
| 9  | Paul Lotman         | S     | 3 novembre 1985  | Stati Uniti          |
| 9  | Vincent Rodriguez   | O     | 25 marzo 1987    | Stati Uniti          |
| 10 | Kirk Francis        | L     | -                | Stati Uniti          |
| 10 | Dillon Emery        | O     | -                | Stati Uniti          |
| 12 | Russell Holmes      | C     | 1º luglio 1982   | Stati Uniti          |
| 12 | Chad McCallister    | S     | -                | Stati Uniti          |
| 13 | Jake Hurwitz        | L     | -                | Stati Uniti          |
| 14 | Matthew August      | C     | 21 gennaio 1997  | Stati Uniti          |
| 16 | Ian Castellana      | C     | -                | Stati Uniti          |
| 16 | Robert Feathers     | C     | 12 agosto 1992   | Stati Uniti          |
| 17 | Madison Hayden      | S     | 6 febbraio 1994  | Stati Uniti          |
| 17 | Aniefre Etim-Thomas | C     | -                | Stati Uniti          |
| 18 | Matthew Hilling     | S     | 21 maggio 1993   | Stati Uniti          |
| 20 | Marty Ross          | C     | -                | Stati Uniti          |
| 22 | Kyle Radecki        | S     | -                | Stati Uniti          |
| 22 | Christopher Orenic  | S     | 1º marzo 1994    | Stati Uniti          |
| 24 | Andrew Benz         | C     | 21 aprile 1994   | Stati Uniti          |
| 25 | Grant Friedman      | S     | -                | Stati Uniti          |
| 30 | Johannes Brink      | O     | 16 febbraio 1992 | Stati Uniti          |
| 34 | John Zappia         | C     | 28 agosto 1993   | Stati Uniti          |
| 43 | Scott Hartley       | S     | 30 ottobre 1992  | Stati Uniti          |
| 46 | Nick England        | S     | -                | Stati Uniti          |